# هنري هولاند (دوق إكستر الثالث)
هنري هولاند، دوق إكسيتر الثالث (بالإنجليزية: Henry Holland, 3rd Duke of Exeter)‏ كان قائداً لجيش لانكاستر في حرب الوردتين.